# Tamaryokucha
Tamaryokucha (jap. 玉緑茶, Tama [= Edelstein], ryoku [= grün] und cha [= Tee]) ist ein grüner Tee aus Japan. Auch bekannt unter dem Namen Guricha (ぐり茶, Guri [= lockig, gekräuselt]) ähneln seine Blätter eher einem chinesischen Grüntee, als den gestreckten Blättern eines japanischen Grüntees. Ein japanisches Profil erlangt der Tamaryokucha durch seinen intensiv-grasigen Geschmack, der an Beeren und Mandeln erinnert. Dank den geringen Gerb- und Bitterstoffen eignet sich dieser Tee gut für Einsteiger, findet aber auch bei Kennern Anklang. Der Tamaryokucha wird nicht wie der Sencha vor der Trocknung nadelförmig gerollt, sondern man lässt die Teeblätter in ihrer ursprünglichen, kommaförmigen Form.

## Anbau
Qualitativ hochwertiger Tamaryokucha wird auf der südlichsten Insel Japans, in Kyūshū angebaut. Besonders die Region Ureshino führt erfolgreiche Teeplantagen. Es handelt sich um eine kleine Jahresproduktion, was den Tee zu einer Spezialität macht. Auch in den Präfekturen Saga, Nagasaki und Kumamoto wird heute Tamaryokucha angebaut.

## Zubereitung
Der Tee wird, wie bei grünem Tee üblich, mit ungefähr 80 °C heißem Wasser aufgegossen und für eine Minute ziehen gelassen. Die Teeblätter erlauben mehrere Aufgüsse.